# Campionati asiatici di ginnastica aerobica 2010
I Campionati asiatici di ginnastica aerobica 2010 sono stati la 2ª edizione della competizione organizzata dalla Asian Gymnastic Union.
Si sono svolti a Ho Chi Minh, in Vietnam, dal 13 al 16 dicembre 2009.

## Medagliere
| Pos.   | Nazione       | Oro | Argento | Bronzo | Totale |
| ------ | ------------- | --- | ------- | ------ | ------ |
| 1      | Cina          | 3   | 0       | 0      | 3      |
| 2      | Corea del Sud | 2   | 3       | 2      | 7      |
| 3      | Vietnam       | 0   | 1       | 3      | 4      |
| 4      | Giappone      | 0   | 1       | 0      | 1      |
| Totale | Totale        | 5   | 5       | 5      | 15     |